# 奔騰III
Pentium III是英特爾的x86-P6架構之微處理器，於1999年2月底推出。剛推出的版本與早期的Pentium II非常相似，最值得注意的不同是SSE指令的擴充，以及在每個晶片製造的過程加入有爭議的序號進去。與Pentium II相同，也有低階的Celeron版本和高階的Xeon版本。Pentium III最後被Pentium 4所取代，Pentium III的改進設計就是後來的Pentium M。

## Pentium III核心
| Intel Pentium III處理器家族 | Intel Pentium III處理器家族 | Intel Pentium III處理器家族             | Intel Pentium III處理器家族      | Intel Pentium III處理器家族              |
| 標準型標誌                  | 移動型標誌                  | 桌上型電腦                              | 桌上型電腦                       | 桌上型電腦                               |
| 標準型標誌                  | 移動型標誌                  | 代號                                    | 核心                             | 推出日期                                 |
| --------------------------- | --------------------------- | --------------------------------------- | -------------------------------- | ---------------------------------------- |
| Pentium III logo            | Pentium III-M Logo          | Katmai Coppermine Coppermine-T Tualatin | （250 nm） （180 nm） （130 nm） | 1999年2月 1999年10月 2000年8月 2001年4月 |
| Intel Pentium III處理器列表 |                             |                                         |                                  |                                          |

### Katmai

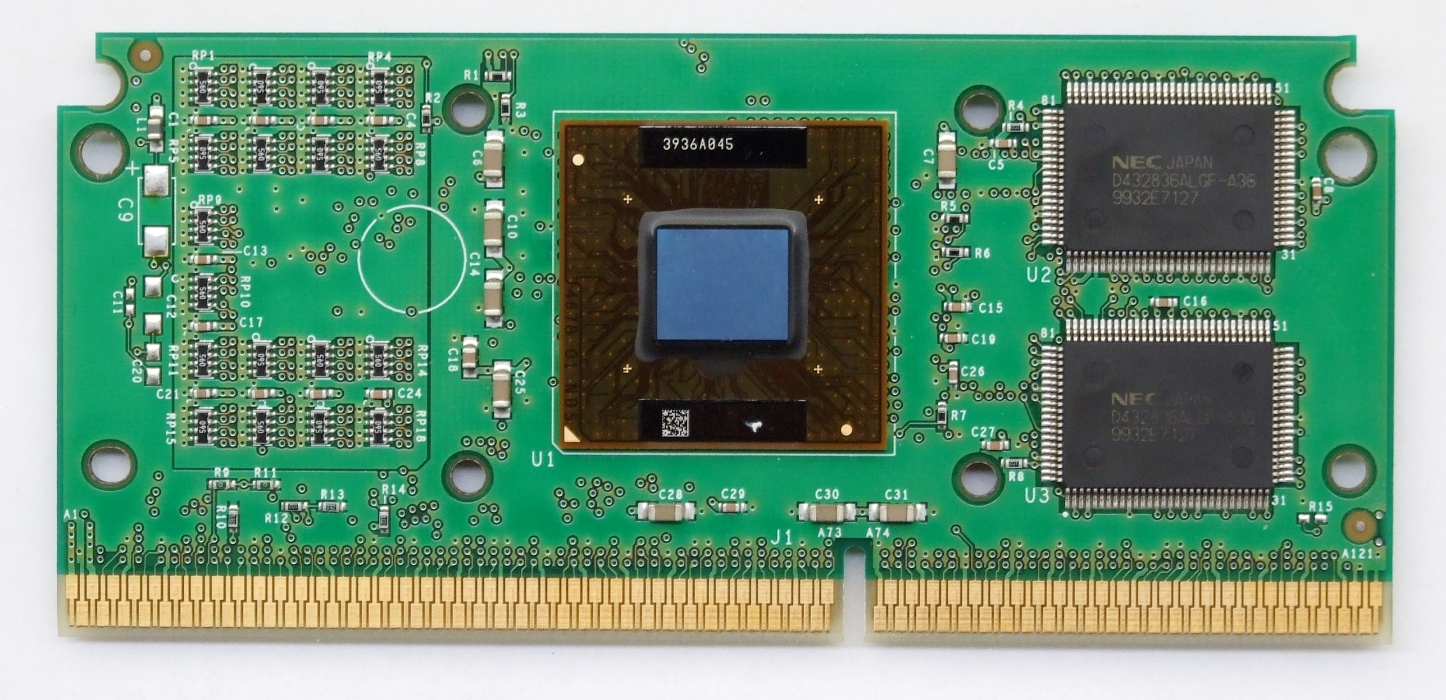
Katmai拆除散热器的实物图。中间褐色的是CPU本体，右侧两枚是L2 SRAM芯片

Katmai是Pentium III的首发型号，與Pentium II非常相似（均使用0.25µm製程，工作电压2.0V，部分早期产品的卡匣仍然刻有Pentium II字样），差別是加入SSE指令集，以及改進的，比Pentium II擁有較好效能的第一級快取(L1)。首次推出的速度是450和500MHz。另外兩個版本是：550 MHz於1999年5月17日，600MHz於1999年8月2日推出，工作电压提高至2.05V。在1999年9月27日，推出533B和600B的版本，B型指133MHz前端匯流排，而先前的是100MHz。
Katmai使用與Pentium II相同的插座介面 - Slot 1，特征是卡匣式的CPU组件（称为SECC2），安装方式类似于扩展卡。L2为板载的分立晶片，与CPU的连接形式类似于显示卡的显存。512KB板载L2只能工作在CPU主频的一半，亦有一定的延迟，这限制了Katmai的效能。零售的Katmai预装了带有定速高速风扇的卡匣（使用倒扣式卯榫固定，通常需要损伤性拆除），散热更换比较困难。供给OEM厂商的版本可能只含PCB，由OEM自行寻第三方厂家生产配套散热系统，这种设计的风扇可能不在卡匣上而利用系统整体的风道散热，往往能提供更低的噪音，但牺牲了互换性。

### Coppermine

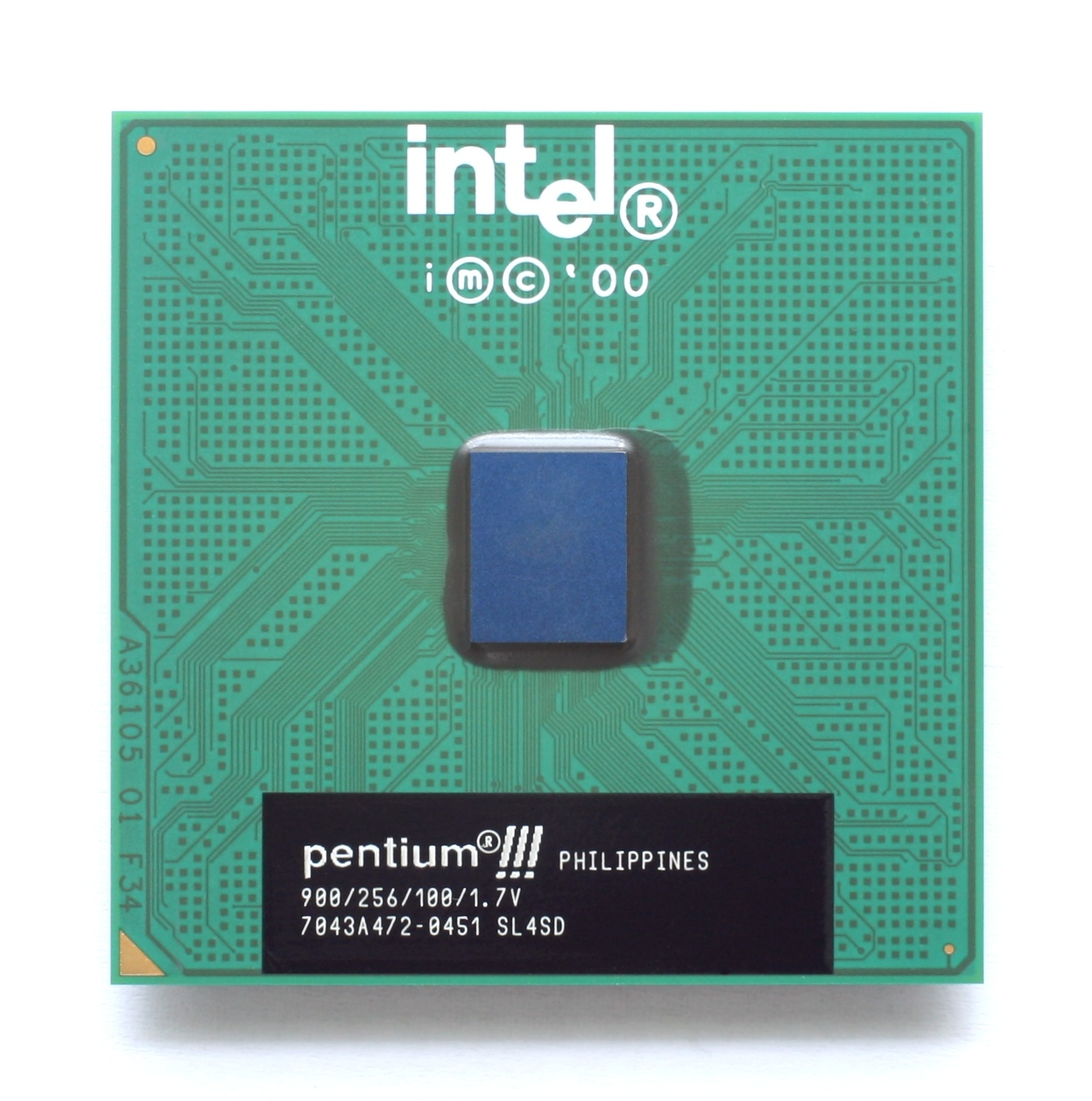
900MHz Coppermine实物，可见独特的裸晶核心

Intel重作晶片內部的設計，制成了第二個版本Coppermine。Coppermine於1999年10月25日推出，使用0.18µm製程製造，工作电压下降到1.65V至1.75V。最大的改善是L2整合于CPU之內（称为片载），实现了全速（同步于CPU主频）和更低的延迟，第二級快取容量虽然减少了一半（256KB，相对于Katmai的512KB)，但比Katmai于效能上很大進步。同频之下處理指令的效能平均增加了30%。全速片载L2最初应用于1997年上市的Pentium Pro，在当时是供应专业市场的高端产品，而Coppermine的定位是普及市场。
大多数的Coppermine恢复了插槽式安装(370针脚，称为PGA 370)，为了兼容早些年发布的主机板，也有电气规格完全相同的Slot 1版本。较旧的主机板如果获得厂家支持，有可能通过更新BIOS的方式支持Coppermine，前提是CPU供电的硬体部分兼容VRM 8.4规格。
PGA 370版本外观上看是裸晶直接置于基板之上(这种构造最早被应用于移动CPU - 移动版Pentium 2)，并使用扣具式散热器直接卡在塑胶制的插槽上，由于一些扣具本身的设计不良，安装人员经验不足等问题，不当的装卸可能造成CPU或固定座永久的物理损坏，而这种损坏属于人为，并不在保修范围内。PGA 370版本的Coppermine亦是Intel到目前最后一款用于桌面的裸晶处理器。
1.13GHz的版本於2000年中期推出(步进为Stepping cC0)，但是很快證明这款CPU在很多情况下运行不稳定，因而召回。研究证明這個問題是由於片载快取無法在1GHz以上的速度運作。此版本被民间俗称为“矿渣”（因Coppermine中文被翻译为“铜矿”）英特爾花費至少6個月來解決這個問題，於2001年才推出稳定的1.1和1.13GHz版本(Stepping cD0，运行电压提升到1.75V)。

### Coppermine-T
FC-PGA2封裝的Coppermine CPU。加入了一体式散热器(IHS)亦起到保护盖的作用，防止装卸散热器过程中对晶体的损坏。电气性能与Coppermine有小的差异，区别在于AGTL信号电压降低，但这对使用性能并无影响，新的信号电压标准沿用到后续产品Tualatin上。Coppermine-T发售量较少，需要订货时专门备注。必须使用新设计的平底散热器以配合。

### Tualatin

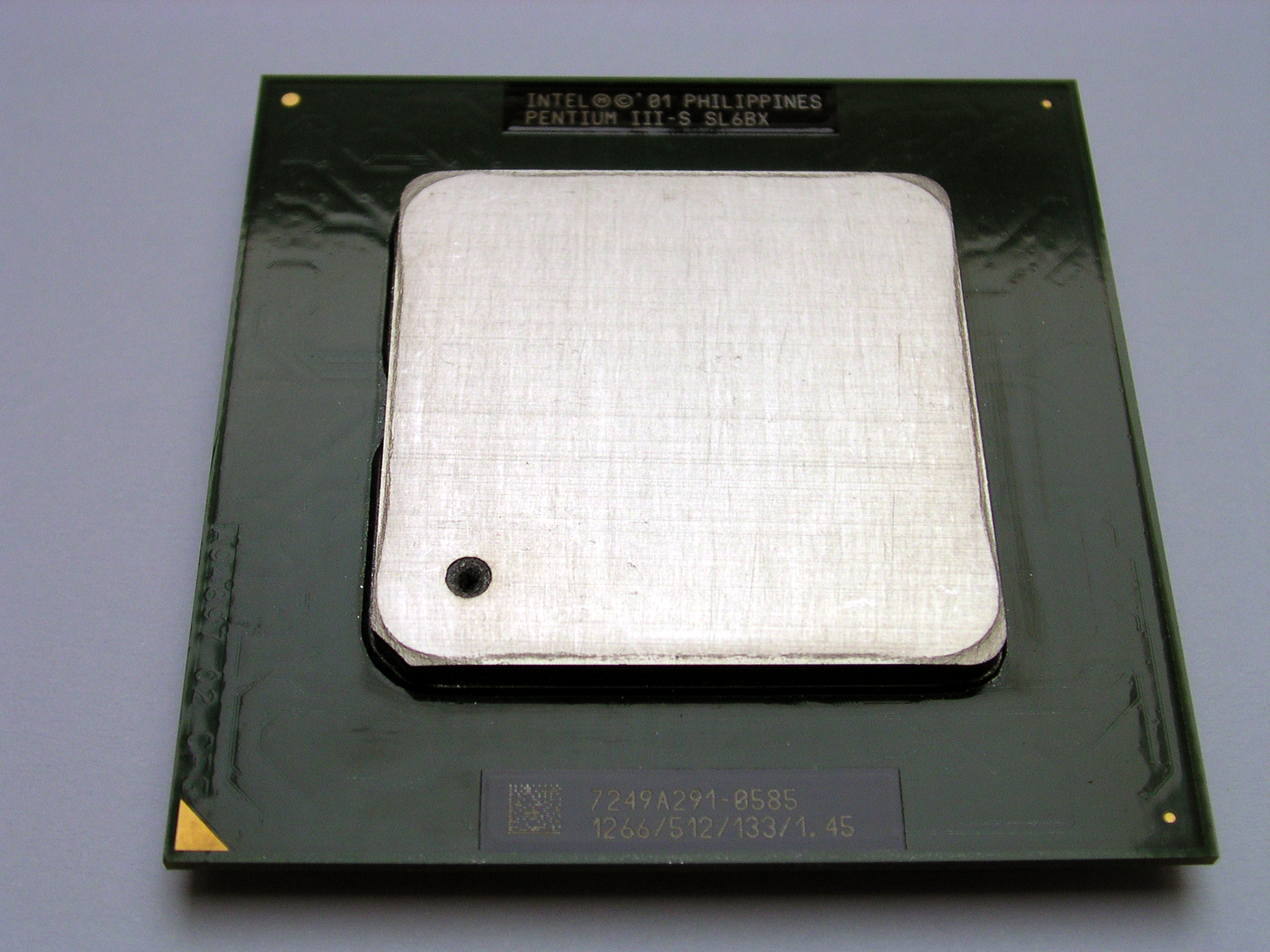
PIII-s实物图(1.26GHz, 512KB L2)，可见装置有IHS金属盖，此版本与Coppermine-T外观相似

第三個版本Tualatin采用了当时最新的0.13um制程，因而能以更小的核心面积，实现更高的主频和容纳更大的缓存。Intel把512KB的Tualatin命名为为Pentium III-S。Pentium III-S主要是供給刀鋒伺服器厂家，不面向零售渠道供货，主要是担心内部竞争，影响自家高阶产品Pentium 4的销售。事实上，家用主机板（Intel 815E或者VIA 694T芯片组）硬件上完全可以支持单颗Pentium III-S完全发挥。也就是说爱好者只要有渠道获得P3-S芯片，就可以组装出当时性价比很高的个人电脑。面向个人用户的Tualatin Pentium III则继承了Coppermine的256K L2，若不计低压带来功耗方面的优势，和Coppermine相较就是主频较高。
移动版本的Pentium III-m Tualatin也配备了和Pentium III-s相同的512KB缓存，最高主频则达到1.33GHz。这种芯片需配合专门的830MP移动芯片组运行。
Tualatin不再有官方的Slot 1版本。不过当时有第三方厂家的转接器，比如台湾产的PowerLeap，可以让旧型的主机板（包括早至1998年的440BX）升级至Tualatin平台。因为Tualatin的工作电压和信号电压低于老式主板能提供的最低限，转接器要点是通过电路实现主动降压。
512KB L2快取的Tualatin性能在很多测试项目中都可以超过同频，甚至主频更高的Willamette核心奔腾4。单就运算能力而言，P3-S 1.4GHz在一些项目测试中可以媲美Willamette 2.0GHz，然而总体平台性能往往仍然是P4平台胜出，特别是较复杂的3D设计，游戏等应用。这主要是因为Tualatin的内存界面并没有采用奔腾4的四倍速前端总线（Quad FSB），因而只能支持老式的PC 133 SDRAM，也限制AGP 4X与CPU的交信速度，这限制了总体效能，包括图形效能。
Pentium III Tualatin是在2001年至2002年早期之間所推出，速度分別為1.0、1.13、1.2、1.26、1.33和1.4 GHz，不提供更高主频据信主要是市场考虑而不是技术限制。超频测试早已证明体质较好的Tualatin个体可以稳定工作在1.7G左右，後來Pentium M更是官方證明了0.13 μm制程不但能让类似架构在1.73GHz稳定运行，也可以接入QFSB总线。
Tualatin核心是以俄勒岡地區的图拉丁谷和图拉丁河來命名。

## 序号争议
“处理器序列号”(Processor Serial Number (PSN))是作为Pentium III的一项技术功能加入的，这是一种制造时烧录进去的独特序号，可以通过CPUID指令在BIOS环境和操作系统中进行提取。其实不仅是CPU，很多数字设备很早就有类似的功能，即可以通过SPI等较原始的通信方式获取储存在ROM中的唯一标号作为硬件识别。但Pentium III的应用对于CPU这种硬件是史上第一次，而且由于是制造时硬件一次性写入，基本没有篡改的可能。
然而在对数据隐私重视起步较早的欧盟，这项技术很快引起了争议。欧洲议会的科技附件测试委员会（STOA, Science and Technology Options Assessment)在99年11月根据此前的报告，提议有关部门对Intel的CPU序号技术采取法律措施，并建议欧盟计算机用户停止装置带有PSN的处理器。理由是用户的计算机信息可能被无授权的滥用，比如用于跟踪定位，或监视计算机配件的物理流向等。
最终这一问题没有正式立案，但Intel在Pentium III Tualatin发售时悄然的撤销了这项技术。